# Aranžman u crnom i sivom
Aranžman u crnom i sivom br. 1., poznatija po kolokvijalnom nazivu Whistlerova majka, je slika Jamesa McNeila Whistlera iz 1871. g. koja se smatra vrhuncem Whistlerove umjetnosti i njegovim najpoznatijim djelom. Slika je prvi put izložena na 104. izložbi Kraljevske akademije za umjetnost u Londonu 1872. godine. Smatra se jednom od najvažnijih američkih slika koje se ne nalaze na američkom tlu. Naime, sliku je kupila francuska vlada 1891. godine i izložena je u muzeju d'Orsay u Parizu.
Whistler je na slici naslikao portretnu figuru svoje majke, Anne McNeil Whistler, u strogom profilu. Nekoliko nepotvrđenih priča govori kako je njegova majka bila zamjena za model koji nije uspio doći, te da je slika zamišljena da model stoji, no Whistler je smatrao da je to prenaporno za njegovu majku. Kad ju je vidio filozof i spisatelj, Thomas Carlyle, pristao je pozirati Whistleru za sličnu kompoziciju, poznatu kao Aranžman u crnom i sivom br. 2., zbog čega je prva slika dobila „br. 1.”
Nadalje, viktorijanska publika nije bila spremna prihvatiti slikarev naziv za sliku koja je očito portret, te je dodan podnaslov: Portret umjetnikove majke. No, izvorni naziv slike nam govori kako je pravi cilj slike bio larpurlartistički. Sam umjetnik je isticao kako slika "aranžmane" boja, a ne portrete, te ga je živciralo nazivanje njegovih slika portretima. Tako je u svojoj knjizi „Nježno umijeće stvaranja neprijatelja” napisao:
Djelo se može opisati kao „aranžman u crno-sivoj boji gdje kroz hladne tonove prikazuje psihičku oštrinu“. Iako se čini jednostavnom, slika naglašava Whistlerov postupak modeliranja tonova pojedinih boja. Također, Whistler postiže delikatnu ravnotežu između različitih pravokutnika na slici. Whistler koristi pravokutni oblik za zavjesu, pod i sliku na zidu čime naglašava majčino lice, haljinu i stolicu.
Slika, poznata kao viktorijanska Mona Lisa, predstavlja simbol majčinstva, ljubavi prema roditeljima i obiteljske vrijednosti, te se često koristila u ekonomskom oglašavanju, popularnoj kulturi, ali i parodijama viktorijanskog doba.